# シーズン・イン・ザ・サン (TUBEの曲)
「シーズン・イン・ザ・サン」はTUBEの3作目のシングル。1986年4月21日にCBS・ソニー（現・ソニー・ミュージックレコーズ）から発売された。
規格品番はEP:07SH1758　CT:10KH1863。
1986年7月2日にリリースされた12″ シングル「シーズン・イン・ザ・サン (Special Remixed Seaside Version)」の規格品番はEP:12AH2070　CT:12KH1910。

## 概要
旧バンド名「The TUBE」から「TUBE」に改名しての第1弾シングルであり、前作「センチメンタルに首ったけ」が全くヒットしなかったため、「この曲で売れなかったらもうダメ（クビ）だよ」と、言われた中での発売であった。
作家陣シフト第1弾シングルで、本作でTUBEはひとつのスタイルを確立し、本作以降の夏シングルは作詞亜蘭知子、作曲織田哲郎の楽曲提供が1988年まで続く。
カップリング曲の「今夜はハートエイク -HEARTACHE TONIGHT-」は本作のレコード及びカセットのみの収録で、現在もCD化されていない。楽曲配信については、2022年7月29日に各配信サイトでのダウンロード配信、2025年4月5日にサブスクリプション配信がそれぞれ解禁されている。

## 音楽性
「シーズン・イン・ザ・サン」は、作曲を手掛けた織田哲郎も音を上げかけるほど、メンバーが徹底的に書き直させ出来た曲であった。
織田曰く、海に遊びに行ったことがなく、海で青春を謳歌している同世代を羨ましく思い「男女大勢で海に遊びに行って、浜辺でビーチボールでキャッキャ言いながら遊んでみたかったぞ」「この曲にあわせて、陽キャどもみんなで夏に浜辺で盛り上がりやがれ」という怨念がこもった気持ちを本作に書いたという。

## ミュージック・ビデオ
沖縄・久米島にあるはての浜で撮影された。

## 記録
『ザ・ベストテン』などで1位にランクイン。全国にTUBEの知名度を上げる出世作となった。

## リミックス・シングル
同年7月2日、12″ シングルで発売。名称はシーズン・イン・ザ・サン (Special Remixed Seaside Version)」で、規格品番はEP:12AH2070　CT:12KH1910。
なお、このリミックス・シングルに収録されている音源は現在もCD化されておらず、配信もされていない。

## 再発売
1989年3月21日にCDシングルとして発売、収録曲は本作と次作シングル「BECAUSE I LOVE YOU」と両A面となっている。規格品番：10EH3239。

## 収録曲
| #         | タイトル                                   | 作詞      | 作曲      | 編曲      | 時間 |
| --------- | ------------------------------------------ | --------- | --------- | --------- | ---- |
| 1.        | 「シーズン・イン・ザ・サン」               | 亜蘭知子  | 織田哲郎  | 織田哲郎  | 4:01 |
| 2.        | 「今夜はハートエイク -HEARTACHE TONIGHT-」 | 前田亘輝  | 前田亘輝  | 前田亘輝  | 3:51 |
| 合計時間: | 合計時間:                                  | 合計時間: | 合計時間: | 合計時間: | 7:52 |

| #         | タイトル                                                          | 作詞      | 作曲      | 編曲      | 時間  |
| --------- | ----------------------------------------------------------------- | --------- | --------- | --------- | ----- |
| 1.        | 「シーズン・イン・ザ・サン」                                      | 亜蘭知子  | 織田哲郎  | 織田哲郎  | 4:01  |
| 2.        | 「シーズン・イン・ザ・サン (オリジナル・カラオケ)」               |           | 織田哲郎  | 織田哲郎  | 4:01  |
| 3.        | 「今夜はハートエイク -HEARTACHE TONIGHT-」                        | 前田亘輝  | 前田亘輝  | 前田亘輝  | 3:51  |
| 4.        | 「今夜はハートエイク -HEARTACHE TONIGHT- (オリジナル・カラオケ)」 |           | 前田亘輝  | 前田亘輝  | 3:51  |
| 合計時間: | 合計時間:                                                         | 合計時間: | 合計時間: | 合計時間: | 15:44 |

| #         | タイトル | 作詞                                                          | 作曲                                                             | 編曲                                         | 時間  |
| --------- | --- | ------------------------------------------------------------- | ---------------------------------------------------------------- | -------------------------------------------- | ----- |
| 1.        | 「シーズン・イン・ザ・サン (Special Remixed Seaside Version)」 | 亜蘭知子                                                      | 織田哲郎                                                         | 織田哲郎                                     | 7:31  |
| 2.        | 「Beach Party with TUBE (Special medley)」(渚でキッス～ セイリング・ラヴ～ 涙のハーバーライト～ ミッドナイト・ビーチ～ 冬の海岸通り～ 波に流すメモリー～ 内海Seaside) | 長戸秀介、織田哲郎、三浦徳子 、亜蘭知子、小田裕一郎、杉村紫世 | 長戸大幸、織田哲郎、鈴木キサブロー、中島正雄、前田亘輝、長戸大幸 | 長戸大幸、TUBE、角野秀行、春畑道哉、前田亘輝 | 8:34  |
| 合計時間: | 合計時間: | 合計時間:                                                     | 合計時間:                                                        | 合計時間:                                    | 16:05 |

| #         | タイトル                     | 作詞      | 作曲               | 編曲      | 時間 |
| --------- | ---------------------------- | --------- | ------------------ | --------- | ---- |
| 1.        | 「シーズン・イン・ザ・サン」 | 亜蘭知子  | 織田哲郎           | 織田哲郎  | 4:03 |
| 2.        | 「BECAUSE I LOVE YOU」       | 亜蘭知子  | 長戸大幸、西村麻聡 | 長戸大幸  | 4:45 |
| 合計時間: | 合計時間:                    | 合計時間: | 合計時間:          | 合計時間: | 8:48 |

## 収録アルバム
- THE SEASON IN THE SUN (#1)
- My Favorite Songs (#1)
- TUBEst (#1)
- TUBEst III (#1、Re-mix Version)
- MIX TUBE-Remixed by Piston Nishizawa- （#1、リミックス・バージョン）
- Best of TUBEst 〜All Time Best〜 (#1)
- 35年で35曲 “夏と恋” ～夏の数だけ恋したけど～（#1、リミックス）
- All Singles TUBEst -Blue- (#1)

## タイアップ
シーズン・イン・ザ・サン
- キリン「キリンびん生」CMソング
- Nintendo Switch専用ゲームソフト『GO VACATION』夏篇CMソング[4]
- サントリー「こだわり酒場のレモンサワー」『しょっぱうまいのが・イン・ザ・サン』篇CMソング。上野優華が歌唱

## カバー
- 春畑道哉 - 1987年2月に発売されたアルバム「DRIVIN'」に収録
- 渚のオールスターズ - 1988年7月「Nagisa no Cassette VOL.2」織田哲郎メインボーカルにてディスコバージョンにて収録。シングル「Be My Venus」のカップリング曲として織田哲郎メインボーカルにて英語ロングバージョンにて収録。
- 広瀬香美 - 1997年8月に発売されたカバーアルバム「Thousands of Covers Disc1」に収録
- チョン・ジェウク - 2001年アルバム「2集」に韓国語詩で収録
- クレモンティーヌ - 2004年7月に発売されたアルバム「ソレイユ」に収録
- 織田哲郎 − 2006年9月に発売されたセルフカバー・アルバム『MELODIES』に収録
- 金子恭平 - 2008年7月に配信限定シングルとしてリリース。
- DJ SASA with THE ISLANDERS - 2012年5月に発売されたカバーアルバム「夏ソンちゅ」に収録
- 加瀬邦彦と湘南の女たち - 2012年6月に発売されたカバーアルバム「加瀬邦彦と湘南の女たち」に収録（ボーカル：岡部ともみ）
- 土岐麻子 - 2012年7月に配信限定シングルとしてリリース、同10月リリースのカバーアルバム「CASSETTEFUL DAYS 〜Japanese Pops Covers〜」に収録。
- Sumire（女優・モデルの「すみれ」の歌手名義） - 2013年にスリムビューティハウスイメージモデルに起用された際、この曲を英語訳して披露し、同3月にCDリリース（Sumireの歌手デビュー作）された。
- 菊地真（平田宏美） - 2013年、一番くじプレミアム THE IDOLM@STER PART1のF賞景品「ミュージックディスクコレクション MAKOTO & HIBIKI COVER -SUMMER SONGS-」に収録。
- TABARU - 2019年7月に発売されたミニアルバム「TABACAFE」に収録